# Полуево (Ярославская область)
Полуево – деревня в Покровской сельской администрации Покровского сельского поселения Рыбинского района Ярославской области .

## География
Деревня расположена на расстоянии около 5 км от автомобильной дороги Р104 на участке Углич-Рыбинск, на юго-восток от расположенного на дороге села Никольское. Полуево стоит на небольшом поле в окружении лесов. Дорога к нему идёт на юго-восток от северо-восточной окраины села Никольского, по правому берегу реки Корма, проходит мимо деревни Григорково, пересекает приток Кормы Крюковку и далее следует по левому берегу Крюковки. Местность вокруг деревни  преобразована мелиоративными работами и покрыта сетью канав и каналов, которые отводят воды в начинающуюся к западу от деревни реку речку Волошка, приток Кормицы. От деревни  в юго-восточном направлении идёт дорога к деревне  Тарбино 
Около деревни расположен испытательный стенд авиационных двигателей. 

## История
Деревня Полуева указана на плане Генерального межевания Рыбинского уезда 1792 года.

## Население
| 2007 | 2010 |
| ---- | ---- |
| 0    | ↗2   |

Почтовое отделение, расположенное в посёлке Тихменево, обслуживает в деревне Полуево 10 домов. 